# (6180) Быстрицкая
(6180) Быстрицкая (лат. Bystritskaya) — типичный астероид главного пояса, открыт 8 августа 1986 года советским астрономом Людмилой Черных в Крымской астрофизической обсерватории и 2 апреля 1999 года назван в честь актрисы Элины Быстрицкой.

## Обнаружение и именование
(6180) Быстрицкая
Открыт 8 августа 1986 года в Крымской астрофизической обсерватории Л. И. Черных.
Названа в честь выдающейся советской актрисы Элины Авраамовны Быстрицкой, актрисы московского Малого театра с 1958 года. Она особенно популярна благодаря своим блестящим ролям в нескольких фильмах.
Оригинальный текст (англ.)6180 Bystritskaya
Discovered 1986 Aug. 8 by L. I. Chernykh at the Crimean Astrophysical Observatory.
Named in honor of Ehlina Avraamovna Bystritskaya, distinguished Soviet actress. An actress with Moscow Malyj Theatre since 1958, she is especially popular for her brilliant roles in several films.
Источники: 19990402/MPCPages.arc; M.P.C. 34342.

## Орбита

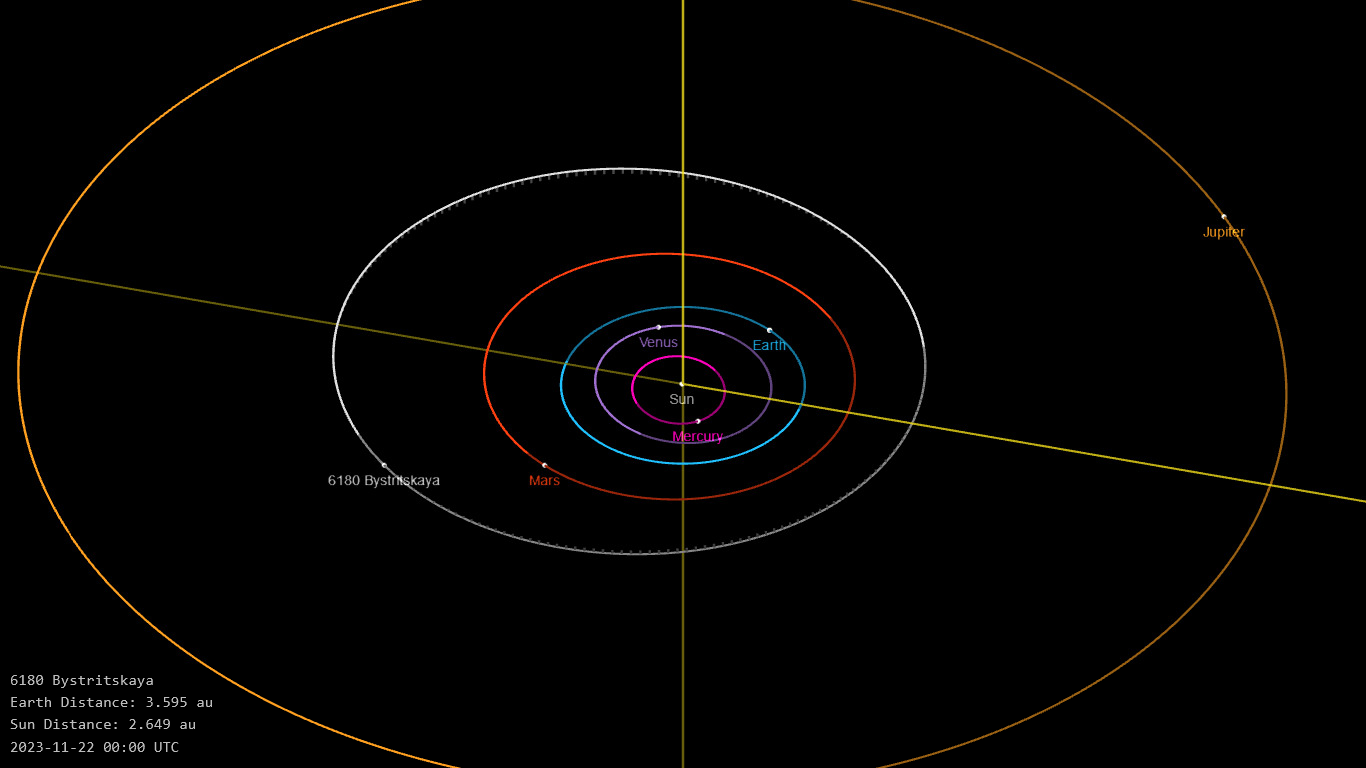
Орбита астероида Быстрицкая и его положение в Солнечной системе

## Физические характеристики
Астероид относится к таксономическому классу S.
По результатам наблюдений системы телескопов панорамного обзора и быстрого реагирования Pan-STARRS и наблюдений системы последнего оповещения о столкновении астероида с Землей Asteroid Terrestrial-impact Last Alert System абсолютная звёздная величина астероида сначала оценивалась равной 14,47±0,22m, позже — 14,26±0,039m и 14,11±0,024m.